# Eragrostis ambleia
Eragrostis ambleia är en gräsart som beskrevs av Clayton. Eragrostis ambleia ingår i släktet kärleksgrässläktet, och familjen gräs. Inga underarter finns listade i Catalogue of Life.